# Beileitung
Eine Beileitung ist eine Wasserbaumaßnahme im Rahmen der Wasserwirtschaft. Über ein Entnahmebauwerk an einem natürlichen Gewässer    erfolgt die Abnahme eines Teilstroms aus diesem Wasserlauf, der über einen Verbindungskanal in ein anderes Einzugsgebiet abgeleitet wird, um dort das Wasserdargebot zu erhöhen.
Beileitungen werden häufig an Talsperren eingesetzt, die gesteuert Wasser abgeben, um unterhalb der Talsperre den Durchfluss zu regulieren und zu bewirtschaften. Gleichfalls kann mit einer Beileitung die Scheitelhaltung eines Kanals gefüllt werden, um das Verlustwasser durch Schleusungen auszugleichen.
Das Entnahmebauwerk muss jederzeit sicherstellen, dass im Unterlauf des in Anspruch genommenen Gewässers ausreichend Wasser verbleibt, um den Naturhaushalt und eventuelle Wassernutzungen nicht zu beeinträchtigen.
Beispielsweise hat der Ruhrtalsperrenverein in den 1950er Jahren Beileitungssysteme an der Hennetalsperre und der Sorpetalsperre erfolgreich aufgebaut. Bei der Sorpetalsperre konnte durch den Anschluss von Bächen aus drei Nebentälern das ursprüngliche Einzugsgebiet nahezu verdoppelt werden.